# محمد مسيليني
محمد مسيليني ولد في يناير 1956 في مارث، هو سياسي تونسي، من مؤسسي حركة الشعب.

## السيرة الذاتية
بعد تحصله على الأستاذية في التصرف والمحاسبة من كلية العلوم الاقتصادية والتصرف بصفاقس في يونيو 1979، بدأ محمد مسيليني مسيرته المهنية مع الشركة التونسية للكهرباء والغاز والتي تقلد فيها عدة مناصب بين نوفمبر 1979 وحتى تقاعده في يناير 2016.

أما سياسيا، فقد انخرط في النشاط السياسي التلمذي في المعهد الثانوي بقابس منذ 1973 ثمّ في الحركة الطلابية منذ 1975 والتحق بحركة الشعب منذ تأسيسها في 2011. تحمّل مسؤولية عضو المكتب السياسي للحركة منذ سبتمبر 2013 وأعيد انتخابه في الخطة ذاتها بعد مؤتمر الحركة في 2017.

في 27 فبراير 2020، عين وزيرا للتجارة في حكومة إلياس الفخفاخ.